# ČSD-Baureihe T 669.1
Die ČSD-Baureihe T 669.1 (ab 1988: Baureihe 771) ist eine dieselelektrische Lokomotive der ehemaligen Tschechoslowakischen Staatsbahn (ČSD). Abgeleitet von der  Baureihenbezeichnung ЧМЭ3 (gelesen ČME3, also dritte Bauart einer dieselelektrischen (E) Rangierlokomotive (M) aus Tschechoslowakischer (Č) Fertigung) der Exportlokomotiven bei den Sowjetischen Eisenbahnen verdanken die Lokomotiven ihren Spitznamen Čmelak (deutsch: Hummel) auch ihren Fahrgeräuschen.

## Geschichte
Die Maschine entstand 1968 als eine Weiterentwicklung bei der SMZ in Dubnica aus der ČSD-Baureihe T 669.0. Bei dieser Maschine wurde die Lagerung des Lokkastens auf den Drehgestellen verbessert. Statt der klassischen Aufhängung kam ein großer Waagebalken zum Einsatz, auf dem die Druckluftzylinder wirken. Damit könnte die Lok höhere Anfahrzugkraft erreichen. 1968 wurde ein Prototyp hergestellt. 1969–1972 erfolgte dann die Serienfertigung der 207 folgenden Lokomotiven.
Einige wenige Details sind gegenüber der ČSD-Baureihe T 669.0 verändert, das Grundkonzept stimmt mit der Vorgängervariante überein. Auch von dieser Maschine wurde eine Großzahl als Exportauftrag in die UdSSR, Polen, Albanien, Irak, Syrien und Indien ausgeführt. Insgesamt wurden von den Lokomotiven T 669.0/T 669.1 über 8000 Maschinen gefertigt.
Obwohl die Maschinen für Mitteleuropa ein eher fremdländisches Aussehen haben (ihre Raumaufteilung ähnelt der von GM-Lokomotiven), konnten sie doch in ihrer 40-jährigen Einsatzzeit stets alle Anforderungen erfüllen. Ihr Einsatzgebiet war der schwere Verschiebedienst und die Beförderung von Nahgüterzügen.
Mit der Einführung des EDV-Nummernsystems im Jahre 1988 erhielten die Lokomotiven die neue Baureihenbezeichnung 771 mit nur noch 3-stelliger Ordnungsnummer. Bis zum Jahr 2005 wurden die Lokomotiven dann nach und nach ausgemustert, vor allem auch deshalb, weil sinkende Transportleistungen von der kleineren Baureihe 742 übernommen werden können. Ein Teil der Lokomotiven wurde von privaten Firmen für den Bauzugdienst erworben.